# Foment Nacionalista Republicà
El Foment Nacionalista Republicà va ser un partit polític d'àmbit municipal que es fundà a Reus el 1906. Va ser una de les entitats fundadores d'Esquerra Republicana de Catalunya, l'any 1931. En alguns documents apareix també com a Foment Republicà Nacionalista

## Història
El 1902, Josep Güell i Mercader havia reclamat en un fulletó titulat Als republicans catalans, la confluència del republicanisme i el nacionalisme, cosa que el 1906 es va aconseguir amb el Foment Nacionalista Republicà. Al Foment hi van convergir nacionalistes liberals procedents de la Lliga Catalanista, i destacats republicans, com Evarist Fàbregas, militant del Partit Federal des del 1890, que era president territorial del Centre Republicà Democràtic Federal des del 1899 i diputat provincial per aquest partit entre 1901 i 1904. La nova entitat va començar amb l'entusiasme generat per la formació de Solidaritat Catalana. El seu objectiu era "l'Autonomia integral de Catalunya així com de les altres nacionalitats de l'estat espanyol dintre de la forma de govern republicà". A Reus, l'experiència del front unitari catalanista va facilitar el contacte i el diàleg entre les diferents entitats locals, una fusió que serà un baluard del catalanisme republicà i d'esquerres a la capital del Baix Camp al llarg del primer terç del segle xx. La presència del Foment, que també englobava els sectors catalanistes més moderats de la ciutat, va retardar fins al 1912 la implantació de la Lliga Regionalista a Reus, amb un discurs socialment més avançat i més radical en el nacionalisme.
El procés va ser ràpid. A mitjans d'octubre de 1906 es va fundar l'entitat. L'onze de novembre es va presentar públicament, en un míting celebrat al Teatre Circ, on van participar Joaquim Lluhí i Rissech (president del Centre Nacionalista Republicà), Julià Nougués, Antoni Rovira i Virgili, Pau Font de Rubinat i Domènec Martí i Julià (president de la Unió Catalanista). L'1 de desembre contava ja amb un setmanari, Foment, després diari, que va ser el seu portaveu fins a la fusió de l'entitat amb Esquerra Republicana de Catalunya.
El Foment Nacionalista Republicà va aconseguir un ràpid creixement, i va tenir especial incidència en la vida municipal. El 1915 va fer de portaveu, a les comarques tarragonines a través del seu diari Foment, de la Unió Federal Nacionalista Republicana. El 1917, la seva branca juvenil, la Joventut Nacionalista Republicana, va publicar el periòdic Catalunya Nació. El 1920, en un clima d'efervescència nacionalista, la Joventut Nacionalista Republicana va organitzar una vetllada molt emotiva "a la memòria del gran patriota irlandès Terence MacSwiney i pro llibertat d'Irlanda", i a la vegada reivindicant la llibertat de Catalunya. L'abril del 1923 el Foment Nacionalista va organitzar un conferència multitudinària on, el diputat de la Mancomunitat Manuel Massó i Llorens va fer un abrandat discurs amb el títol de "Perquè vull dir-me separatista". El partit va patir persecucions i il·legalitzacions durant la dictadura de Primo de Rivera. L'onze de setembre de 1924, en plena dictadura, un grup de joves dirigits per Josep Maria Prous i Vila van penjar una senyera peculiar als arbres de la plaça del Rei, avui plaça del pintor Fortuny, vora els Quarters de l'exèrcit i l'antiga presó, i per una denúncia van ser detinguts i empresonats. El 1931 va ser un dels partits que es van unir per fundar Esquerra Republicana de Catalunya, i el seu portaveu, Foment, passà a portaveu d'Esquerra Republicana. El 6 d'octubre de 1934 els guàrdies d'assalt i els militants de Foment patrullaven pels carrers mentre l'ajuntament reusenc es va adherir a la proclamació de l'estat català dins la República federal espanyola feta pel president Companys. Es van produir intercanvis de trets amb forces de l'exèrcit vingudes de Tarragona, grups de militants del partit van tallar les carreteres i van construir barricades, però l'exèrcit i la guàrdia civil van ocupar la ciutat, van destituir l'ajuntament i van empresonar desenes de militants de Foment. El partit va passar a la clandestinitat, fins al febrer de 1936 amb el Front d'Esquerres. Però la bona convivència entre l'ala independentista i el sector republicà del Foment nacionalista es va trencar a l'abril de 1936 per les divergències dins d'ERC que va provocar l'assassinat dels germans Badia. Un centenar de militants es van escindir de Foment i d'ERC i van crear el nucli local d'Estat Català.
Alguns dels seu militants van ser: Josep Borràs, Antònia Abelló, Pere Balagué, Ramon Vidiella, Joan Loperena, Marian Roca, Pere Cavallé, Josep Cabré i Borrell, Jaume Roig, Eduard Recasens, Esteve Massagué, Estanis Pedrola, Josep Iglésies i altres.